# Östra Strö socken
Östra Strö socken i Skåne ingick i Frosta härad, ingår sedan 1971 i Eslövs kommun och motsvarar från 2016 Östra Strö distrikt.
Socknens areal är 11,62 kvadratkilometer varav 11,53 land. År 2000 fanns här 635 invånare. Tätorten Kungshult samt kyrkbyn Östra Strö med sockenkyrkan Östra Strö kyrka ligger i socknen.

## Administrativ historik
Socknen har medeltida ursprung. Före den 1 januari 1886 (ändring enligt beslut den 17 april 1885) var namnet Strö socken.
Vid kommunreformen 1862 övergick socknens ansvar för de kyrkliga frågorna till Strö församling och för de borgerliga frågorna bildades Strö landskommun. Landskommunen uppgick 1952 i Skarhults landskommun som uppgick 1971 i Eslövs kommun. Församlingen uppgick 2002 i Östra Strö-Skarhults församling som 2006 uppgick i Eslövs församling.
1 januari 2016 inrättades distriktet Östra Strö, med samma omfattning som församlingen hade 1999/2000.  
Socknen har tillhört län, fögderier, tingslag och domsagor enligt vad som beskrivs i artikeln Frosta härad. De indelta soldaterna tillhörde Norra skånska infanteriregementet, Frosta kompani.

## Geografi
Östra Strö socken ligger sydost om Eslöv med Bråån i söder. Socknen är en odlad slättbygd.
I socknen finns byarna Östra Strö, Kungshult, Trulstorp, Vennberga och Hassleröd.

## Fornlämningar
Från stenåldern är lösfynd funna. 

## Dagerströ län
Till de kyrkliga institutioner som ägde gods under senmedeltiden hörde ärkesätet i Lund. Godsbeståndet var indelat i så kallade slottslän som bestod av en huvudgård, så kallad skudgård, och ett antal underliggande fästebondegårdar. Ett strölän omfattade gårdar som låg utspridda och ett av dessa små och relativt kortvariga strölän var Östra Strö län som då skrevs Daperströ eller Donerströ län.
I Palteboken från 1510-talet var gränsbeskrivningen för Donerströ län:
| ” | Marcheschiell gaar först aff Toppentue, deraff och op i Hullerödtzkrog, och saa i Kammerssbech, och saa i Egeore kringle, och saa ind i Tuesteen, och saa neder i Hueneboel, deraff och i Sörssbech. Dette ehr rett marcheschielltill forr:ne Donerströ. | „ |

Markskälet gick först från Toppetuva, därifrån upp till Hålarödskrok, vidare till Kammersbäck och så till Ekeora kringla, så in till Tvesten (möjligen Tuvsten?), ner till Venebol och därifrån till Sörsbäck .

## Befolkning
| År   | Antal invånare |
| 1889 | 994            |
| 1891 | 986            |
| 1921 | 824            |
| 1926 | 743            |

## Namnet
Namnet skrevs på 1390-talet Dabirströ och kommer från kyrkbyn. Namnet innehåller strö, 'ström, vattendrag'. Fram till slutet av 1600-talet var förleden Dabir, som är ett äldre namn på Frosta härad.